# Peter Abelsson
Peter Abelsson (Nybro, 14 luglio 1977) è un ex calciatore svedese, di ruolo difensore.

## Carriera

### Club

#### Nybro e Trelleborg
Abelsson cominciò la carriera con la maglia del Nybro, per poi passare al Trelleborg. Nel 1999 debuttò nella Allsvenskan, giocando 22 incontri in questa sua prima stagione nella massima divisione svedese. Al termine del campionato 2001, il club retrocesse nella Superettan, ma Abelsson rimase in squadra e, nel 2003, contribuì alla promozione.

#### Malmö e Viking
Nel 2004 si trasferì al Malmö. Esordì con questa maglia il 14 settembre, quando fu titolare nel pareggio per 2-2 sul campo dell'Halmstad (partita in cui andò anche a segno). A fine stagione, il club vinse il campionato.
Nel 2006 passò ai norvegesi del Viking. Il 9 aprile debuttò nella Tippeligaen, nel pareggio a reti inviolate sul campo dello HamKam. Rimase in squadra per altre due stagioni.

#### Il ritorno al Trelleborg
Nel 2009 tornò al Trelleborg, militante nella Allsvenskan. Al termine del campionato 2011, la squadra retrocesse nella Superettan.

## Palmarès

### Club

#### Competizioni nazionali
- Campionato svedese: 1

Malmö FF: 2004